# Luftangriffe auf Bernburg (Saale)
Bernburg (Saale) war im Zweiten Weltkrieg Ziel von zehn Luftangriffen. 1940 wurde es drei Mal von der britischen Royal Air Force und 1944/1945 sieben Mal von den United States Army Air Forces bombardiert. Meist waren die Junkers Flugzeug- und Motorenwerke in Bernburg-Strenzfeld das Ziel. Doch erlebte auch die Stadt selber am 11. April 1945 einen mittelschweren Luftangriff mit 88 Toten, sechs Tage vor der Besetzung durch United States Army.

## Luftschutz
Bernburg war „Luftschutzort II. Ordnung“. Neben den üblichen zivilen Luftschutzmaßnahmen wurde seit 1938 der Werkluftschutz (darunter die Solvay GmbH und die Junkers-Werke) mit Bunkeranlagen intensiviert. 1943 waren im Raum Bernburg-Staßfurt-Köthen zwei schwere und eine leichte Flak-Batterie stationiert, bei Bernburg auch eine Heimat-Flak-Batterie. Bernburg hatte als Standort von Junkers-Werken hohe Priorität in den Angriffsplanungen des RAF Bomber Command und der USAAF. Das britische Bomber Command führte in seiner Liste von deutschen Städten mit beabsichtigten Bombenangriffen und mit Fisch-Decknamen Bernburg als „Tuna“ (Thunfisch).

## Die einzelnen Angriffe
Die Angriffe der britischen RAF wurden nachts, die der USAAF am Tag geflogen. Mit Ausnahme des Angriffs vom 11. April 1945 durch die 9th Air Force, wurden die anderen amerikanischen Angriffe von der in Südengland stationierten 8th Air Force ausgeführt.

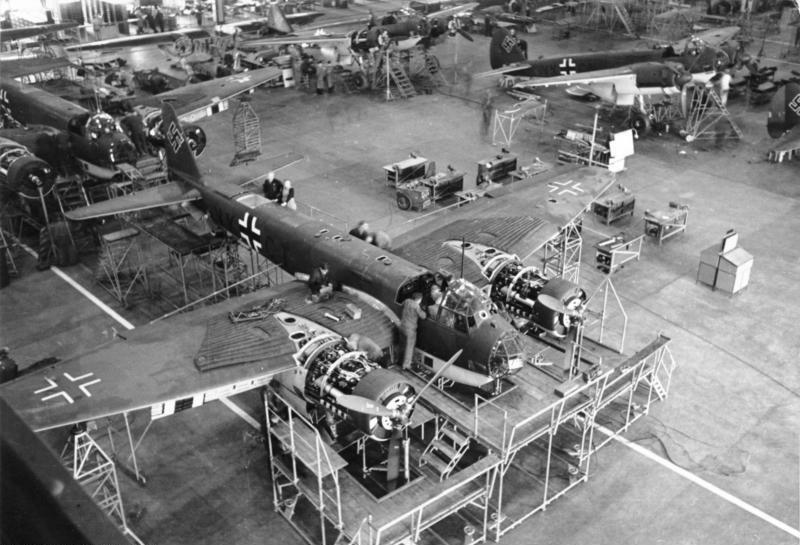
Endmontage von zweimotorigen Junkers Ju-88-Kampfflugzeugen

Die folgenden Angaben basieren auf den Veröffentlichungen des Luftkriegsexperten Olaf Groehler und des Zeitzeugen und Augenzeugen Ernst Eilsberger (Bernburg).
- 16./17. August 1940: Um 00.50 Uhr und 02.50 Uhr warfen 3–4 britische Bomber 14 Spreng- und etwa 80 Brandbomben in der Nähe des Junkers-Motorenwerks und auf dem Rollfeld des Werkes ab. Gleisanlagen des Verladebahnhofs, 5 parkende Flugzeuge und Wohnhäuser in der Nähe des Zweigwerkes wurden getroffen. Tote wurden nicht registriert. Es war der erste Bombenangriff auf Anhalt.
- 15. Oktober 1940: Um 00.45 Uhr warfen drei Flugzeuge der RAF aus 1.500 m Höhe 6 Spreng- und etwa 25 Brandbomben ab. Das Finanzamt in der Schlossstraße und Wohnhäuser in der Schlossstraße, am Saalweg und in der Schäferstraße wurden getroffen. Es gab mehrere Verwundete, keine registrierten Toten.
- 10./11. November 1940: 25 Brandbomben beschädigten 7 Wohnhäuser im Stadtzentrum.
- 20. Februar 1944: 37 B-17 „Flying Fortress“ der 8th Air Force warfen von 13.32 – 13.42 Uhr aus 5.000 bis 7.000 m Höhe ihre Bombenlast ab: 332 Stück 500-lb-Sprengbomben und 42 Stück 100-lb-Brandbomben. Die Wehrmachtsführung meldete zwei zerstörte Werkhallen und eine schwer beschädigte Werkstofflager-Halle im Junkers-Werk. Die Fertigung von Junkers Ju 88 und Ju 188 war vollständig ausgefallen, die Produktion von Ju 52 konnte weitergeführt werden. Es gab mindestens 11 bzw. 17 Tote und 48 Verwundete bei diesem Angriff. Die Operation erfolgte im Rahmen der Big Week der alliierten Bomberflotten gegen Flugzeugwerke und Reparaturwerften in Deutschland.

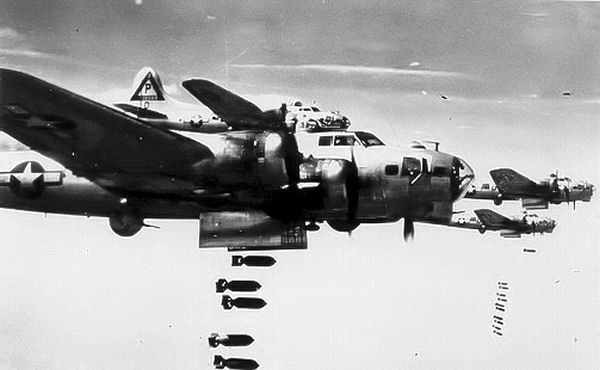
Viermotorige amerikanische B-17 „Flying Fortress“ beim Bombenwurf

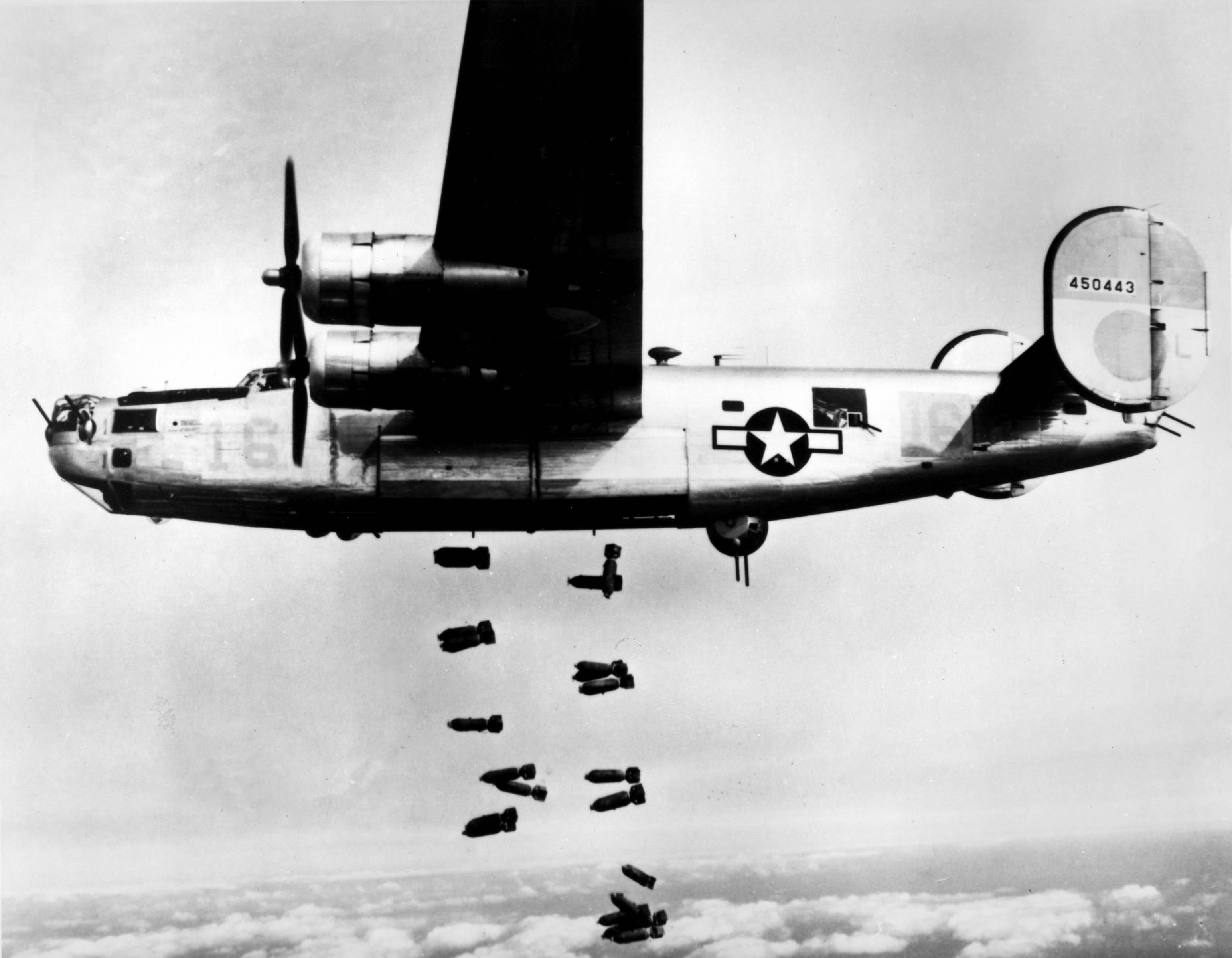
Viermotorige amerikanische B-24 „Liberator“ beim Bombenwurf

- 22. Februar 1944: 47 amerikanische B-17 warfen zwischen 14.02 und 14.04 Uhr aus 6.000 bis 7.000 m Höhe 115 Tonnen Bomben (als „Bombenteppich“). Zwei Junkers-Werkhallen wurden zerstört und 30 Flugzeuge am Boden vernichtet. Es gab drei Tote und 8 Verwundete.
- 11. April 1944: 99 B-17 der USAAF warfen von 11.11 Uhr bis 11.24 Uhr aus 6.000 m Höhe 209 Tonnen Spreng- und 57 Tonnen Brandbomben auf die Junkers-Werke. Der Angriff führte zu 50 % Fertigungsausfall der Ju 88. 15 Flugzeuge wurden am Boden zerstört, 10 beschädigt. Drei Arbeiter wurden getötet, 16 verwundet.[2]
- 29. Juni 1944: 54 B-24 „Liberator“ warfen von 9.01 bis 10.01 Uhr aus 6.000 bis 8.000 m Höhe 144 Tonnen Bomben auf die Junkers-Werke. Ein Arbeiter wurde getötet.
- 7. Juli 1944: 90 B-24 „Liberator“ erzielten schwere Treffer im Junkers-Werk. Die 492nd Bombardement Group des 14th Combat Wing geriet jedoch nach ihrem Angriff in einen „Überfall“ einer „Sturmgruppe“ der Luftwaffe mit Rammjägern. Innerhalb weniger Minuten wurden 23 der schweren B-24-Bomber zwischen Oschersleben und Halberstadt abgeschossen. Das Ereignis ging als „Blitzluftschlacht um Oschersleben“ in die NS-Presse ein[3].
- 22. und 23. Februar 1945: Angriff von zahlreichen amerikanischen strategischen Bombern und Jagdbombern gegen das Bahnhofsgelände von Bernburg: der Bahnhof, Lokomotiven und Tankwagen wurden getroffen. Es gab drei Verwundete. Der Angriff erfolgte im Rahmen des Großeinsatzes Operation Clarion (Kriegstrompete) von gleichzeitig fast 10.000 Bombern, Jagdbombern und Jagdflugzeugen der 8th und der 15th Air Force gegen Verkehrsanlagen in Deutschland.
- 11. April 1945: Dieser schwerste Luftangriff auf die Stadt Bernburg selber wurde im Rahmen eines Großeinsatzes der taktischen 9th Air Force gegen Ziele in Mitteldeutschland geflogen. Insgesamt 689 mittelschwere Bomber griffen die Städte Bernburg, Oschersleben, Zwickau, Köthen und Naumburg (Saale) an. Bernburg selber wurde um 10.20 Uhr von 36 Flugzeugen und um 11.40 Uhr von 49 Flugzeugen bombardiert. Die Angriffe unter Sicht aus 2.500 m Höhe konzentrierten sich zwar auf den Bahnhof und Verkehrsanlagen, trafen aber gleichzeitig Wohngebiete in der Stadt und den Friedhof. 468 Sprengbomben wurden geworfen, auch hochbrisante mit dadurch hervorgerufenen „Riesentrichtern“. 90 Bombeneinschläge wurden auf dem Bahngelände, 29 in der „Aue“ und 187 in Wohngebieten und auf dem Friedhof gezählt (Parkstraße, Bahnhofstraße, Martinsplatz, Hegestraße, Hegebreite, Friedhof II). Total zerstört wurden die Sachsen-Anhaltische Armaturenfabrik, die Gärtnerei Heuß und 27 Wohnhäuser an der Bahnhofstraße, dem Martinsplatz, der Hegestraße und der Hegebreite. Schwer beschädigt wurden die Maschinenfabrik Siedersleben und 22 Wohnhäuser in den genannten Straßen. Mittelschwer beschädigt wurden in den gleichen Straßen zwei Industriebetriebe und 36 Wohnhäuser. Als leicht beschädigt wurden 456 Wohngebäude registriert. Der Friedhof II wurde von beiden Angriffswellen getroffen. Es habe sich dort ein „fürchterliches Bild, wie in der Hölle“[4], ergeben. Bombentrichter reihte sich an Bombentrichter. 84 Einwohner der Stadt kamen ums Leben, neun wurden vermisst und 25 verwundet.[5] Auf dem Bahnhofsgelände wurden 50 Waggons zerstört und 189 schwer beschädigt, die meisten Güterwagen. DRK und Technische Nothilfe waren im Dauereinsatz, auch während der Angriffe.

Am 12./13. April wurden die drei Saalebrücken gesprengt. An den Folgetagen lösten sich „Kleinalarm“, Fliegeralarm, Feindalarm und Panzeralarm ab. Am 15. April gab es dauernden Panzeralarm. Die Bevölkerung war größtenteils „in den großen Bunker der Stadt“, in die Bunkeranlagen des Solvay-Werks oder die Umgebung der Stadt geflüchtet.
Bernburg hatte vor dem Krieg 45.000 Einwohner. Dazu war eine große Zahl von Luftkriegs-Evakuierten aus Berlin und anderen Großstädten gekommen. Im April 1945 lagen in 20 Lazaretten 4.000 Verwundete. Kampffähige Soldaten gab es kaum noch in der Stadt, nur 600 Mann Volkssturm mit völlig unzureichender Ausrüstung.
- 16. April 1945: Übergabe-Verhandlungen unter Androhung eines finalen Luftbombardements.
- 16./17. April 1945: Besetzung der Stadt durch US-Truppen nach leichterem Artilleriebeschuss ohne wesentliche Kampfhandlungen: 14 Zivilisten (darunter zwei Frauen und zwei Schüler) kamen hierbei „durch Feindeinwirkung“ ums Leben. Am 17. April wurden 400 Personen, darunter Polizei-, DRK- und Feuerwehr-Angehörige, zeitweise im Rathaus eingesperrt.

Die US-Besatzung dauerte bis zum 4. Juli 1945. Sie wurde als „im Ganzen erträglich“ (Eilsberger) geschildert. Dann folgte die Rote Armee und damit die Eingliederung auch von Bernburg in die Sowjetische Besatzungszone.

## Opfer und Begräbnisstätte
Es ergeben sich aus den obengenannten Zahlen etwa 112 Tote durch die Bombenangriffe auf Bernburg 1944 und 1945. Dazu kommen 14 getötete Zivilisten bei der Besetzung der Stadt am 16. April 1945 (Eilsberger). Wehrmachtsangehörige und Ausländer sind in diesen Zahlen offenbar nicht enthalten.
Auf der Kriegsgräberstätte des Friedhofs II in der Parkstraße 18 (Feld H in der Abteilung 2) ist ein Teil der Bombentoten beerdigt. Auf einer von zwei Namenstafeln findet sich die Information: „Hier ruhen 28 Bernburger Bombenopfer des Angriffs vom 11.04.1945“. Über die Hälfte waren Frauen und Kinder.

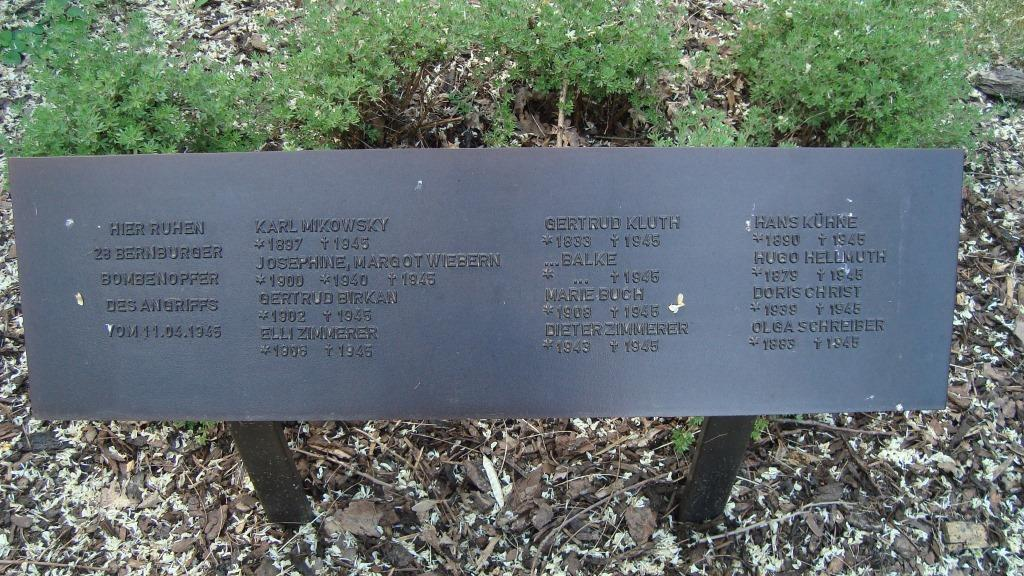
Bombenopfer auf Friedhof II in Bernburg (Saale)
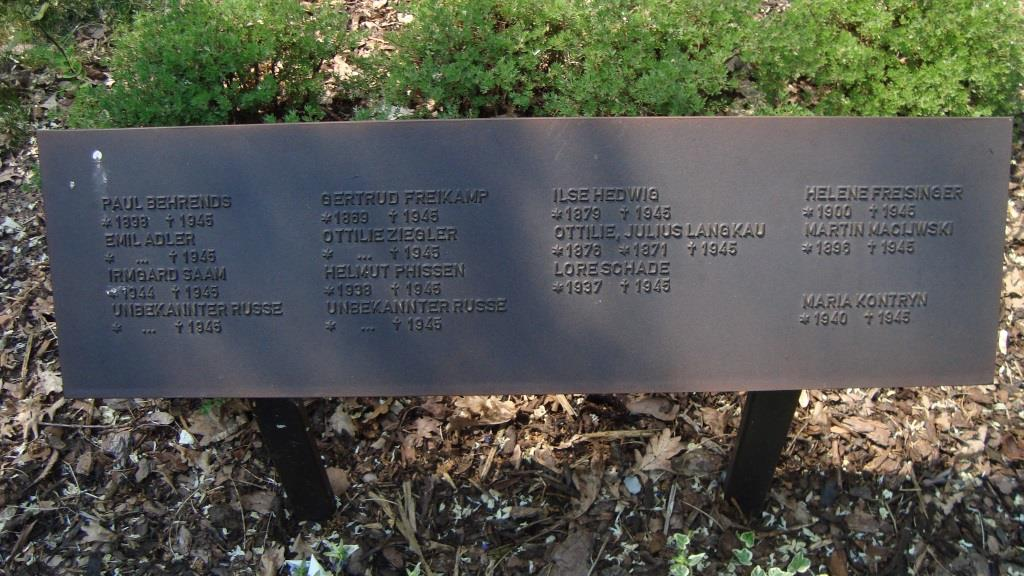
Bombenopfer auf Friedhof II in Bernburg (Saale)